# Elrathia
|  | Dieser Artikel wurde aufgrund von formalen oder inhaltlichen Mängeln in der Qualitätssicherung Biologie im Abschnitt „Paläontologie“ zur Verbesserung eingetragen. Dies geschieht, um die Qualität der Biologie-Artikel auf ein akzeptables Niveau zu bringen. Bitte hilf mit, diesen Artikel zu verbessern! Artikel, die nicht signifikant verbessert werden, können gegebenenfalls gelöscht werden. Lies dazu auch die näheren Informationen in den Mindestanforderungen an Biologie-Artikel. Begründung: Vollprogramm |

Elrathia ist eine Gattung von Trilobiten aus der Ordnung Ptychopariida. Fossilfunde stammen aus dem „Mittleren“ Kambrium (Miaolingium) von Laurentia (Nordamerika inklusive Grönland).

## Forschungsgeschichte und Etymologie
Die Typusart Elrathia kingii aus dem Wheeler Shale der House Range in Utah wurde 1870 durch den US-amerikanischen Geologen und Paläontologen Fielding Bradford Meek unter der Bezeichnung Conocoryphe (Conocophalites) kingii erstmals beschrieben. Drei Jahre später verschob er die Art jedoch in die Untergattung Ptychoparia (Conocoryphe (Ptychoparia) kingii).
Charles Walcott gliederte Ptychoparia 1884 aus der Gattung Conocoryphe aus und erhob das Taxon in den Rang einer eigenständigen Gattung, in die er 1886 auch die von Meek beschriebene Art als Ptychoparia kingi (sic!) integrierte. Rund vier Jahrzehnte später musste Walcott feststellen, dass die von ihm erstellte Gattung Ptychoparia zu einem Sammeltaxon, er selbst verwendete in diesem Zusammenhang den Begriff „dumping ground“ („Müllhalde“), für zahlreiche mehr oder weniger ähnliche Formen verkommen war. 1924 etablierte er deshalb unter anderem auch eine neue Gattung Elrathia mit Meeks Conocoryphe (Conocophalites) kingii als Typusart. 1925 folgten eine erste Diagnose der neuen Gattung und eine Neubeschreibung ihrer Typusart Elrathia kingii.
Walcott selbst lieferte keine Erklärung für seine Wahl des Gattungsnamens Elrathia. Sein ehemaliger Assistent Charles E. Resser erwähnte 1938 kurz, dass sich der Name von einer Lokation namens Elrath in Alabama ableite, obwohl der Name erstmals in Zusammenhang mit Elrathia kingi (sic!) aus der House Range von Utah erwähnt worden sei. Gleichzeitig führte Resser mit Elrathia alabamensis und Elrathia georgiensis zwei weitere Arten in die Gattung ein.
Bis 1964 hatte die Gattung Elrathia dasselbe Schicksal ereilt wie 40 Jahre zuvor die Gattung Ptychoparia. Richard A. Robison verwendete diesmal die Bezeichnung „wastebasket“ („Papierkorb“) und beließ nach einer umfassenden Revision in der Gattung nur noch drei der zuvor beschriebene Arten (Elrathia alabamensis, Elrathia georgiensis und Elrathia kingii), die er als „unzweifelhaft der Gattung zuordenbar“ bewertete. Mit Elrathia alapyge und Elrathia marjumi stellte er gleichzeitig zwei neue Arten in die Gattung.
Weitere neue Arten wurden 1968 (Elrathia alaskensis) und 1988 (Elrathia omega) beschrieben. 1989 synonymisierte David R. Schwimmer die bereits 1859 durch John William Salter beschriebene Art Conocephalus antiquatus mit Ressers Elrathia alabamensis und Elrathia georgiensis und stellte sie mit der neuen Kombination Elrathia antiquata in die Gattung Elrathia. Dieser Einschätzung folgten jedoch nicht alle späteren Autoren.
Den bislang jüngsten Zugang zur Artenliste (Stand 2021) stellt die 2017 zunächst als Elrathia groenlandica durch Gerd Geyer und John S. Peel beschriebene und 2020 umbenannte Art Elrathia hensonensis.

## Gattungstypische Merkmale

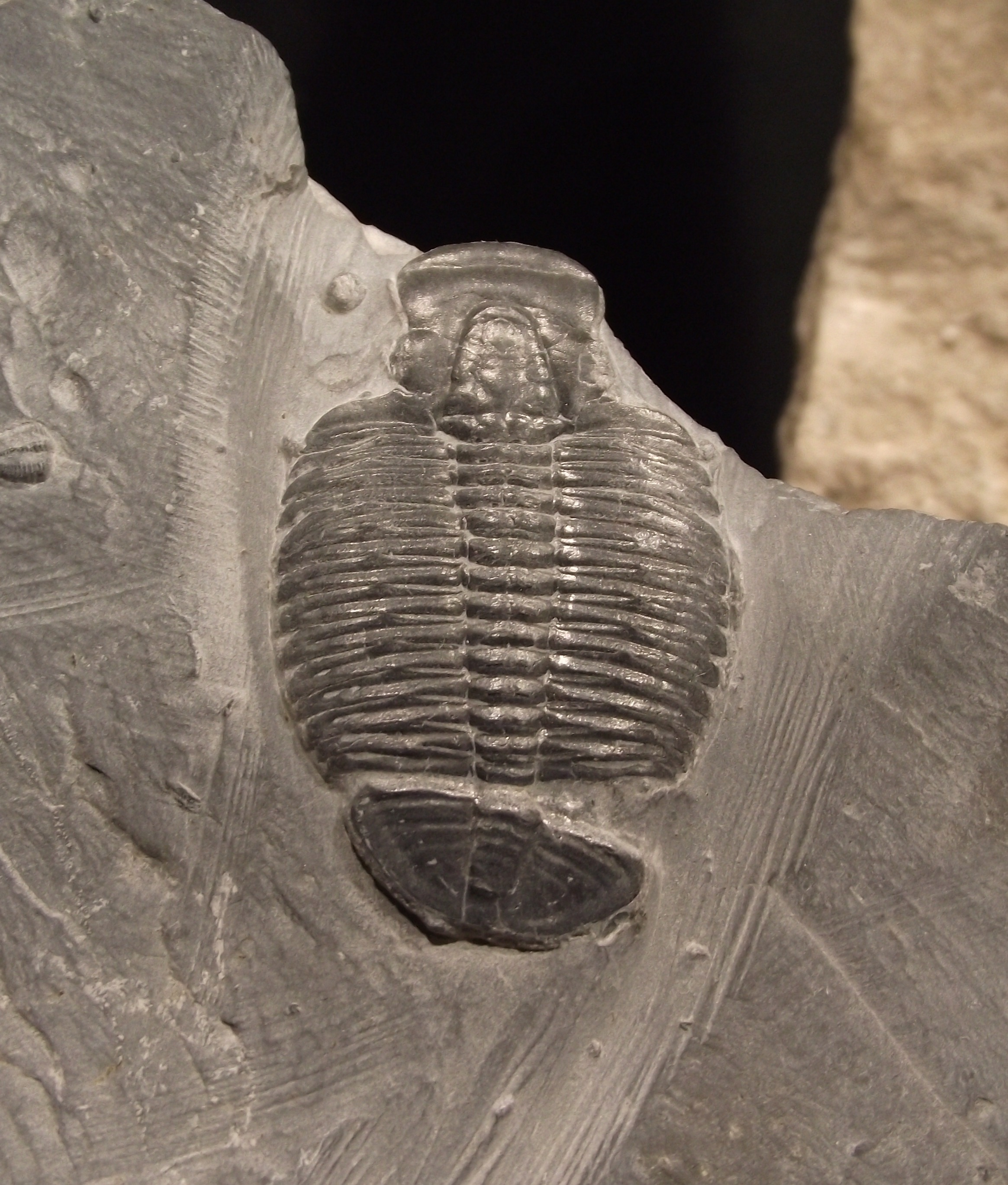
Elrathia kingii: Häutungsrest mit bereits fehlenden Freiwangen; Pygidium vom Thorax losgelöst.

Die Beschreibung der gattungstypischen Merkmale folgt, sofern nicht anders angegeben, der 1964 durch Robison veröffentlichten Diagnose.
Die Gattung umfasst typische Vertreter der Ptychopariida ohne augenfällige Spezialmerkmale. Der Umriss des Carapax ist annähernd eiförmig, sich posterior, zum Pygidium verjüngend. Schwimmer beschreibt den Umriss des Carapax 1989 als annähernd eiförmig bis länglich suboval.
Das Cephalon ist anterior gleichmäßig gerundet und mit mäßig langen Wangenstacheln versehen. Die Glabella ist schwach spitz zulaufend und am anterioren Ende flach bis deutlich abgerundet. Nach Robison ist sie ungefurcht; nach anderen Autoren können drei bis vier schwach bis mäßig ausgeprägte Querfurchen vorhanden sein. Die anteriore Breite der Glabella beträgt etwa die Hälfte der Sagittallänge des Präglabellarfeldes, des vor der Glabella befindlichen Teils des Cranidiums (nach Schwimmer etwa die Hälfte bis 7⁄8). Die Breite der Fixigenae beträgt etwa die Hälfte bis 2⁄5 der basalen Glabellabreite. Die Gesichtsnaht quert den anterioren Rand des Cephalons diagonal im Abstand von etwa einem Drittel der Cephalonbreite von der Sagittalebene. Im Bereich der Randfurche biegt sie scharf um und konvergiert in Richtung zm Augenhügel. Posterior der Augenhügel verläuft die Gesichtsnaht wiederum nach außen und schneidet die Hinterkante des Cephalons noch vor dem Wangenstachel.
Der Thorax besitzt, je nach Art, normalerweise 12–15 Segmente. Die Pleuren der einzelnen Thoraxsegmente werden von einer diagonal nach außen und hinten verlaufenden Pleuralfurche durchzogen und enden in einer scharfen, nach hinten gebogenen Spitze.
Die Länge des halbkreisförmigen Pygidiums beträgt etwa die Hälfte bis ein Drittel der Länge des Cranidiums. Die Axis des Pygidiums ist relativ schmal, in drei bis fünf Ringe segmentiert und reicht fast bis zum posterioren Rand des Pygidiums. Die Pleuralregionen des Pygidiums sind durch breite und tiefe, leicht rückwärts gebogene Pleuralfurchen gegliedert. Dazwischen befinden sich nur schwach ausgeprägte, schmale Interpleuralfurchen.

## Systematik

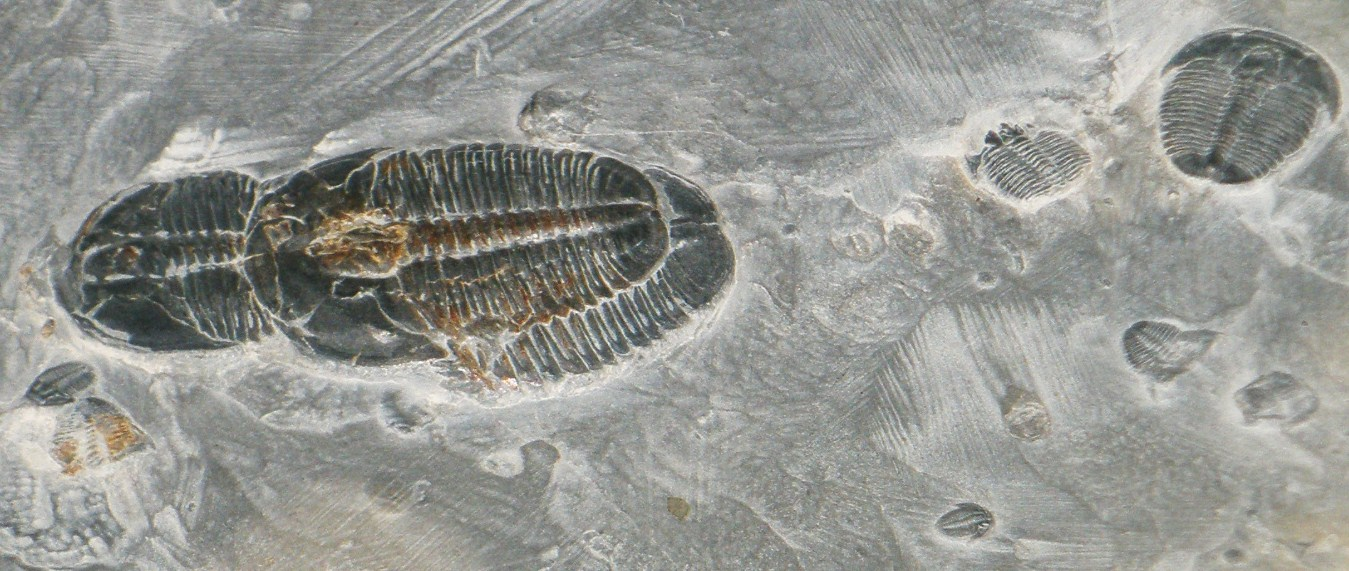
Elrathia kingii, Natural History Museum, Maastricht

Die Gattung Elrathia wird oft mit Elrathina verwechselt; dies ist aber eine eigene Gattung, die manchmal als Synonym von Ptychoparella angesehen wird.

## Arten
Die hier wiedergegebene Artenliste folgt, mit Ausnahme von Elrathia antiquata, im Wesentlichen den Angaben von Geyer & Peel, 2017 unter der Berücksichtigung der 2020 veröffentlichten Namenskorrektur für Elrathia hensonensis.

### Elrathia alabamensisResser, 1938
Elrathia alabamensis ist nur von einem einzelnen Belegexemplar aus der Conasauga-Formation in der Umgebung von Centre (Alabama) bekannt. Die Art wird von einigen Autoren als Synonym zu Elrathia antiquata gewertet.

### Elrathia alapygeRobison, 1964
Elrathia alapyge wurde 1964 von Robison aus der Marjum-Formation in Utah beschrieben. Weitere Funde stammen aus der überlagernden Weeks-Formation, was in Summe einer chronostratigraphischen Verbreitung im Miaolingium vom oberen Drumium bis ins mittlere Guzhangium entspricht.
Der Artzusatz alapyge, nach dem lateinischen „alatus“ („geflügelt“) in Kombination mit dem altgriechischen πῡγή („pyge“ = „Steiß“), nimmt Bezug auf die breite, flache Einbuchtung am Hinterende des Pygidiums, die dem Schwanzschild ein flügelähnliches Aussehen verleiht. Weitere arttypische Merkmale sind unter anderem die Anzahl von 15 Thoraxsegmenten im Holaspis-Stadium und nur drei bis vier Achsenringen am Pygidium.

### Elrathia alaskensisPalmer, 1968
Fossilfunde dieser Art stammen aus der Bolaspidella-Zone im Gebiet des Yukon River in Alaska, welche chronostratigraphisch in etwa dem Drumium bis unteren Guzhangium entspricht.
Die Glabella dieser Art ist langgestreckt und schlank. Das vordere Ende ist stark gerundet bis abgerundet-dreieckig, ähnlich wie bei Elrathia hensonensis. Das Pygidium ist halbkreisförmig mit vier Achsenringen.

### Elrathia antiquata(Salter, 1859)
(Synonyme: Elrathia alabamensis, Elrathia  georgiensis, Ehmaniella antiquata, ?Ehmania smithi, Conocephalus antiquatus, Conocephalites antiquatus, ?Anomocarella smithi) Mehrere Funde aus der Conasauga-Formation in Georgia und Alabama, darunter auch Elrathia alabamensis und Elrathia georgiensis, wurden 1989 durch David R. Schwimmer in dieser Art zusammengefasst und deren Fundhorizonte mit der Bolaspidella-Zone (Miaolingium, Drumium bis unteres Guzhangium) korreliert. Die von Resser angeführten morphologischen Unterschiede werden als Resultat unterschiedlicher fossiler Erhaltungszustände interpretiert.

### Elrathia georgiensisResser, 1937
Diese Art ist ebenfalls nur von einem einzelnen Belegexemplar aus der Conasauga-Formation in der Umgebung von Cave Spring (Georgia) bekannt. Die Art wird von einigen Autoren als Synonym zu Elrathia antiquata gewertet.

### Elrathia hensonensisGeyer&Peel, 2020
Elrathia hensonensis aus der Ekspedition-Bræ-Formation (Miaolingium, Drumium) von Nordgrönland wurde ursprünglich 2017 als Elrathia groenlandica erstmals beschrieben. Da die Bezeichnung Elrathia? groenlandica Poulsen, 1927 jedoch bereits für ein anderes Taxon vergeben war, wurde das Juniorhomonym 2020 zu Elrathia hensonensis umbenannt. Der Artzusatz hensonensis nimmt Bezug auf die Typlokalität im Gebiet des grönländischen Henson-Gletschers.
Das anteriore Ende der Glabella dieser Art ist, ähnlich wie bei Elrathia alaskensis, deutlich gerundet bis abgerundet-dreieckig („subtriangular“). Holaspis-Stadien weisen 13 Thoraxsegmente auf. Das Pygidium zeigt vier Achsenringe und eine nur schwach ausgeprägte mediale Einbuchtung am hinteren Ende.

### Elrathia kingii(Meek, 1870)
(Synonym: Conocoryphe kingii; oft fälschlicherweise als E. kingi bezeichnet – mit nur einem ‚i‘ am Ende)
Die Typusart Elrathia kingii ist eines der am häufigsten vorkommenden Trilobitenfossilien in den USA. Fossilfunde stammen aus der Wheeler-Formation und der überlagernden Marjum-Formation (Miaolingium, Oberstes Wuliuum–Drumium) im US-Bundesstaat Utah (dort aber in äußerst hohen Konzentrationen) vor. Der hintere Rand des Pygidiums hat eine lange breite mediale Kerbe.

### Elrathia marjumiRobison, 1964
Elrathia marjumi aus der Marjum-Formation (Miaolingium, Drumium bis unterstes Guzhangium) von Utah und der Holm-Dal-Formation (Miaolingium, Guzhangium) im Norden Grönlands zeigt im Gegensatz zu E. kingii in der Regel 12 Thoraxsegmente und ein Pygidium mit 5 Achsenringen, keiner Einkerbung am Hinterrand und Ansätze von Randstacheln im anterolateralen Bereich. Die Länge beträgt 32 mm.

### Elrathia omegaRobison, 1988
Diese Art wurde 1988 aus der Holm-Dal-Formation (Miaolingium, Guzhangium) im Norden Grönlands beschrieben.
Elrathia omega ist die einzige allgemein als der Gattung zugehörig anerkannte Art, deren Holaspis-Stadien 14 Thoraxsegmente aufweisen. Das Pygidium erscheint, ähnlich wie bei Elrathia alapyge durch eine flache Einbuchtung am Hinterende flügelförmig, umfasst jedoch vier bis fünf Achsenringe. Als weiteres arttypisches Merkmal werden flache, paarige Einbuchtungen im Bereich der vorderen Randfurche des Cranidiums genannt.

## Elrathia permulta(Walcott, 1918)
(Synonym: Ptychoparia permulta) Aus dem Umfeld der Phyllopod Beds (englisch Greater Phyllopod Bed) der Burgess-Schiefer im kanadischen British Columbia sind rund 950 Exemplare der Art Elrathia permulta bekannt, wo sie 3,7 % der gesamten Gemeinschaft ausmachen. Die Art ist mit durchschnittlich nur 20 Millimetern viel kleiner. Sie hat bis zu 14 Thoraxsegmente. Da E. permulta mehrere diagnostische Merkmale der Gattung vermissen lässt, könnte sie sogar eine eigene Gattung darstellen.